# Jiří Vícha
Jiří Vícha (7. listopadu 1931, Starý Plzenec – 14. ledna 2013, Praha) byl československý a český házenkář a trenér.

## Kariéra
S házenou začínal ve Starém Plzenci, od roku 1952 hrál za Duklu Praha (dříve ATK a ÚDA) na postu brankáře, kde uplatnil jako první chytání míče nohama (do té doby se chytalo fotbalovým stylem), je spolutvůrcem založení rychlého útoku (1954), jako první také použil přečíslení a zaútočení brankářem (1955). Po ukončení aktivní kariéry se dále věnoval házené jako trenér. Do roku 1985 v Dukle, v letech 1970-1978, 1982-1985 a 1989-1991 byl trenérem československé a české reprezentace. V letech 1985-1989 spolupracoval s německým házenkářským svazem.
Byl členem předsednictva výboru ČOV a dlouholetým místopředsedou Klubu fair play. Vždy byl bezpartijní, zastáncem švédského politického a ekonomického systému.
Jako první házenkář na světě vyhrál PMEZ/Liga mistrů s jedním týmem jako hráč i trenér (Dukla Praha - 1957, 1963 a 1984).

## Ocenění
1973 Státní vyznamenání Za vynikající práci
1994 Cena mezinárodního výboru pro fair play při UNESCO v Lausanne
1994 Hlavní cena fair play ČR
1999 Stříbrný olympijský řád MOV - udělen předsedou MOV J.A. Samaranchem
2001 Vyznamenání Záslužný kříž MO ČR
2010 Vyznamenání Zlatá lípa MO ČR
Dne 28. října 2013 ho prezident Miloš Zeman vyznamenal in memoriam 'Medaile Za zásluhy'  1. stupeň.

## Hráčské úspěchy
- 15x mistr republiky s Duklou Praha
- vítěz PMEZ 1957 a 1963 s Duklou Praha
- 2. místo na MS 1958 a 1961
- 3. místo na MS 1954 a 1964
- Celkem sehrál 1 024 zápasů, z toho 321 mezinárodních, dohromady vsítil 46 branek.

## Trenérské úspěchy
- 7x mistr republiky s Duklou Praha
- 2. místo LOH 1972 Mnichov, 7. místo LOH 1976 Montreal
- 6. místo MS 1974, 7. místo MS 1990
- vítěz PMEZ 1984 s Duklou Praha
- 2. místo v Bundeslize a vítěz Německého poháru s TV Grosswallstadt
- dvakrát ve finále Poháru vítězů pohárů 1986 a 1988 s TV Grosswallstadt